# Зольникова
Зольникова — деревня в Тобольском районе Тюменской области, входит в состав Ушаровского сельского поселения.
Автобусное сообщение. Находится на берегу рек Русей и Тайма.

## Население
| 2010 |
| ---- |
| 13   |